# MT-TV
A mitokondriálisan kódolt valin-tRNS, röviden MT-TV a mitokondriális MT-TV gén által kódolt transzfer RNS.

## Szerkezet
A 69 bázispár hosszú MT-TV gén a mitokondriális DNS p karján a 12-es helyen található. A létrejövő tRNS különleges hajtott szerkezet 3 hajtűvel és egy háromlevelű lóherére hasonlít.

## Funkció
Az MT-TV kis 69 nukleotidos RNS (mitokondriális térképpozíció: 1602–1670), mely a valint szállítja növekvő polipeptidlánchoz a riboszómánál a transzláció során.
Gerincesekben az MT-tRNSVal fontos szerkezeti szereppel rendelkezik a mitoriboszómában, kitölti a hiányzó 5S mitoriboszomális RNS helyét.

## Klinikai jelentőség

### Mutációk
Az MT-TV oxidatív foszforilációt gátló mutációi mitokondriális enkefalomiopátia, tejsavacidózis és stroke-szerű epizódokat (MELAS) okoz. Ez a test nagy részét, különösen az idegrendszert és az agyat érintő ritka mitokondriális rendellenesség. Szimptómái az ismétlődő súlyos fejfájás, a miopátia, a hallásvesztés, a tudatvesztéses stroke-szerű epizódok, a rohamok és más, az idegrendszert érintő problémák. Két specifikus mutáció, a G1642A és a G1644A okozza.
A gén változásai összefüggnek a Leigh-szindrómával, egy hányással, rohamokkal, késői fejlődéssel, mozgásproblémákkal, szív-, vesebetegséggel és nehézlégzéssel járó progresszív agyi rendellenességgel. A szimptómák általában újszülött- vagy kora gyermekkorban jelennek meg. Ennek oka egy C1624T mutáció.
A MT-TV-mutációkkal összefüggő további tünetek az ismétlődő migrénes fejfájás, a miopátia, a gyenge koordináció, a hallásvesztés, a tanulási nehézségek, a demencia stb. Nem ismert, miért okozzák e tüneteket e mutációk. Egy A1606G mutáció ataxiát, progresszív rohamokat, mentális leépülést és hallásvesztést okoz. A szívizomgyengeséget és -megnagyobbodást okozó kardiomiopátiáról is beszámoltak kevés érintettben.
A G1660A mutáció kamptokormiát és ingadozó járást okoz.
Az MT-TV gén homoplazmatikus C1624T mutáció biventrikuláris hipertrófiás kardiomiopátiás fatális neonatális betegséget okoz.

### Tumorok
Az MT-TV-expresszió T-sejtes akut limfoblasztikus leukémia esetén növekszik. A valinhiány csökkenti a leukémiát, növeli a leukémiás blasztok apoptózisát. E hatás jelentősebbnek bizonyult, mint a lizin vagy aszparagin csökkentése az étrendben.